# Mark Donohue

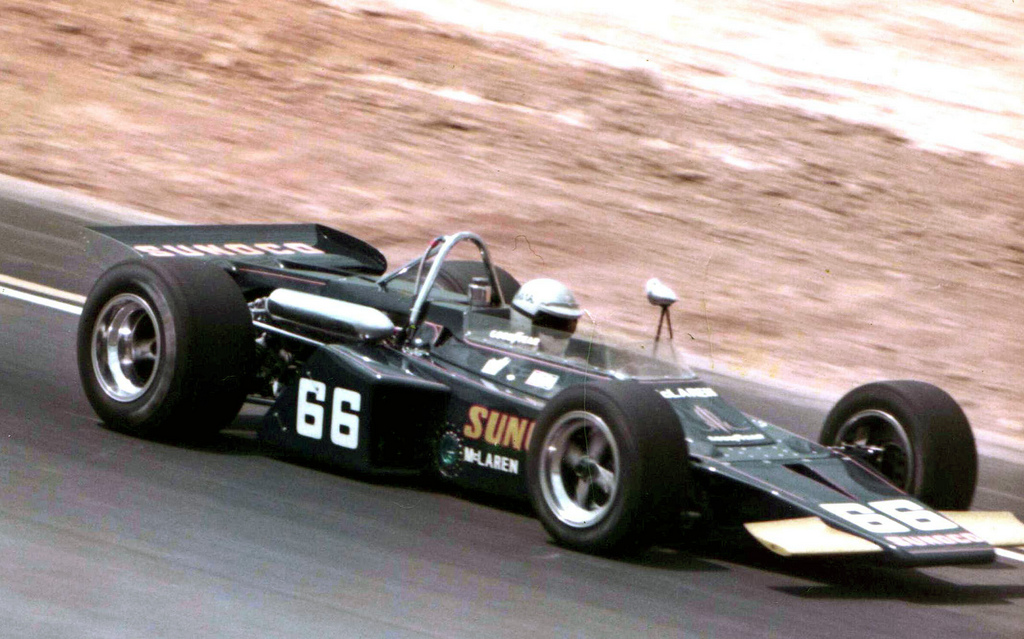
Imatge de Mark Donohue l'any 1971.

 Mark Donohue  va ser un pilot de curses automobilístiques estatunidenc que va arribar a disputar curses de Fórmula 1.
Va néixer el 18 de març del 1937 a Summit, Nova Jersey, Estats Units i va morir el 19 d'agost del 1975 en un accident disputant el GP d'Àustria al circuit d'Österreichring.
Fora de la F1, va guanyar l'edició del 1972 de les 500 milles d'Indianapolis.

## A la F1
Mark Donohue va debutar a la desena i penúltima cursa de la temporada 1971 (la 22a temporada de la història) del campionat del món de la Fórmula 1, disputant el GP del Canadà el 19 de setembre del 1971 al circuit de Mosport.
Va participar en un total de setze curses puntuables pel campionat de la F1, repartides en tres temporades no consecutives (1971 i 1974-1975) aconseguint un tercer lloc com a millor classificació en una cursa i assolí vuit punts pel campionat del món de pilots.

## Resultats a la Fórmula 1
| Any  | Equip  | Xassís | Motor | 1     | 2       | 3     | 4       | 5       | 6      | 7     | 8     | 9       | 10    | 11      | 12       | 13  | 14     | 15      | Posició | Punts |
| ---- | ------ | ------ | ----- | ----- | ------- | ----- | ------- | ------- | ------ | ----- | ----- | ------- | ----- | ------- | -------- | --- | ------ | ------- | ------- | ----- |
| 1971 | Penske | Penske | Ford  | SUD   | ESP     | MON   | HOL     | FRA     | GBR    | ALE   | AUT   | ITA     | CAN 3 | USA NVS |          |     |        |         | 16è     | 4     |
| 1974 | Penske | Penske | Ford  | ARG   | BRA     | SUD   | ESP     | MON     | BEL    | SUE   | HOL   | FRA     | GBR   | ALE     | AUT      | ITA | CAN 12 | USA Ret | -       | 0     |
| 1975 | Penske | Penske | Ford  | ARG 7 | BRA Ret | SUD 8 | ESP Ret | MON Ret | BEL 11 | SUE 5 | HOL 8 | FRA Ret | GBR 5 | ALE Ret | AUT MORT | ITA | USA    |         | 15è     | 4     |

### Resum[2]
| Curses: | Victòries: | Pòdiums: | Poles: | Voltes ràpides: | Punts: |
| ------- | ---------- | -------- | ------ | --------------- | ------ |
| 16      | 0          | 1        | 0      | 0               | 8      |